# Hélion de Luçay
Pour les articles homonymes, voir Luçay.

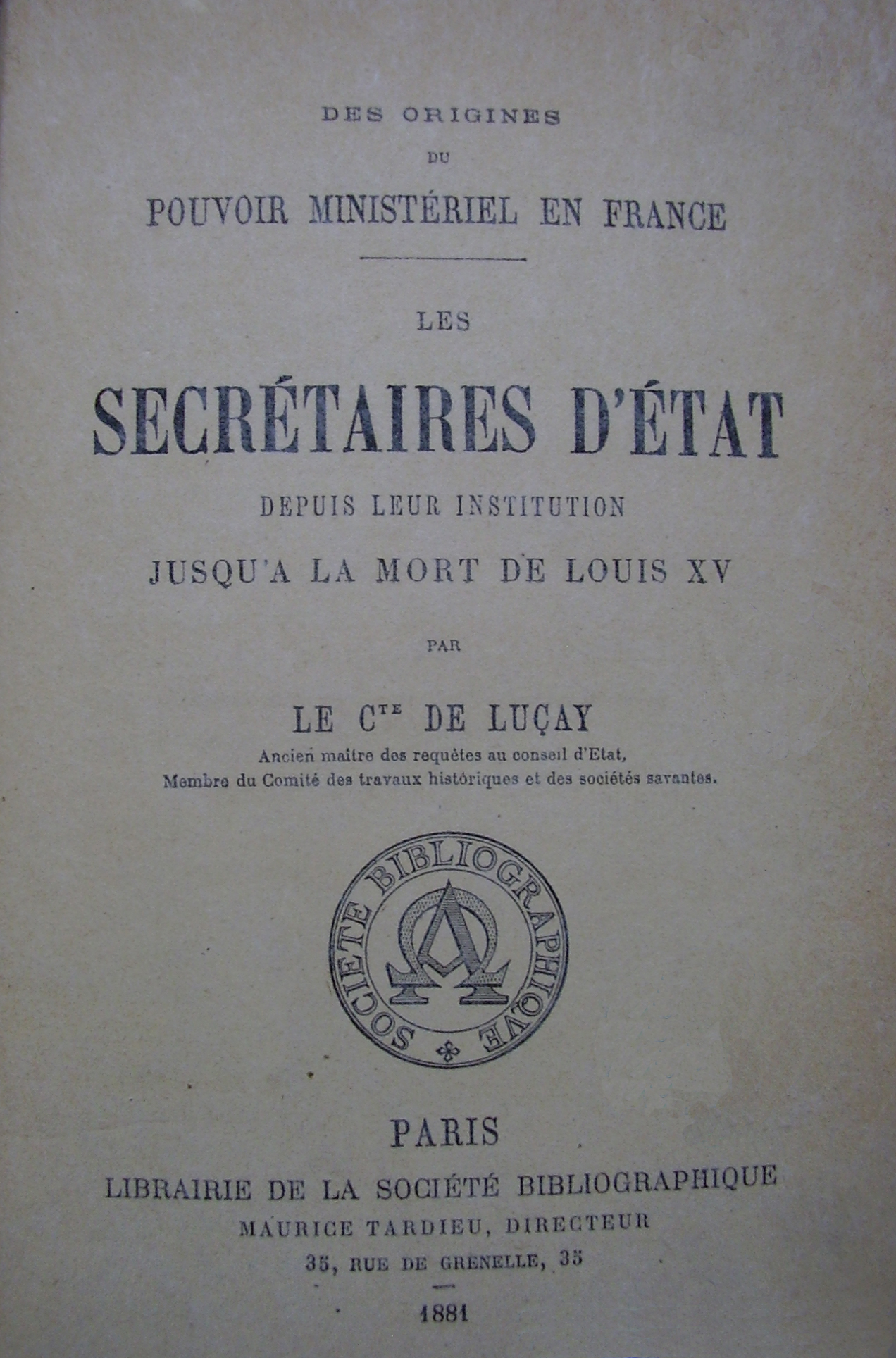
Les secrétaires d'État depuis leur institution jusqu'à la mort de Louis XV
par Hélion de Luçay

Charles Hélion Marie Legendre, vicomte puis comte de Luçay,est un administrateur et historien français né à Paris le 28 février 1831 où il est mort le 10 juillet 1905.

## Parcours
Il est issu d’une famille qui fait fortune au cours du XVIIIe siècle grâce à la Ferme générale et encore en faveur au XIXe siècle (le comte Charles Legendre de Luçay, est premier préfet du palais de l’Empereur). Après des études au collège Bourbon (aujourd’hui lycée Condorcet), où il se lie d’amitié avec Émile Levasseur et Louis Passy, il fait carrière au Conseil d’État. Il y est auditeur en 1862, puis maître des requêtes en 1866.
Parallèlement à sa carrière administrative, il rédige de nombreux ouvrages historiques. Son étude sur les secrétaires d'État sous l’Ancien Régime fait longtemps autorité et est encore utile aujourd’hui : il est l’un des premiers historiens à s’intéresser au fonctionnement administratif du gouvernement de l’ancienne France (Des origines du pouvoir ministériel en France. Les secrétaires d'État depuis leur institution jusqu'à la mort de Louis XV, 1881).

Il a longtemps été membre du Comité des travaux historiques et des sociétés savantes et de la Société des agriculteurs de France, pour laquelle il a rédigé et rapporté de nombreuses études économiques et juridiques. Couronnement de ces recherches, il est élu en 1891 membre correspondant de l'Académie des sciences morales et politiques.
Il épouse Marie des Courtils de Merlemont, fille de René des Courtils de Merlemont et d'Anne de Ganay.

## Œuvres
- Des assemblées provinciales sous Louis XVI, 1857 (2e éd., 1871)
- Législation du budget de 1789 à 1852, 1862
- La Lettre impériale du 24 juin 1863 et la décentralisation, 1866
- Des origines du pouvoir ministériel en France. Des secrétaires d'État sous le règne de Louis XIV, 1867
- La propagande démocratique en 1871-1873, 1873
- Des charges fiscales de la propriété foncière et du danger de les aggraver par la création de nouveaux centimes additionnels aux impôts directs, 1874
- Angy-en-Beauvaisis : son histoire, ses privilèges, sa prévôté royale, 1876 (réimpr. 2005)
- Le comté de Clermont-en-Beauvoisis. Études pour servir à son histoire, 1878
- Des origines du pouvoir ministériel en France. Les secrétaires d'État depuis leur institution jusqu'à la mort de Louis XV, 1881 (Une partie avait été publiée en 1867), prix Thérouanne en 1882
- La Situation financière des communes d'après les statistiques officielles, 1806-1877, 1882
- Le Marché de Marseille en Beauvoisis et son tarif au XIVe siècle, 1884
- Budgets d'autrefois, budgets d'aujourd'hui, 1885
- Un essai de statistique rétrospective : l'assemblée d'élection de Clermont-en-Beauvoisis et le plumitif de l'intendant de Soissons en 1787, 1885
- Mélanges de finances et d'économie politique et rurale, 1889 (Disponible sur Gallica)
- Les Contributions de la France à cent ans de distance, 1789-1799, 1891